# Bojmie
Bojmie – wieś w Polsce położona w województwie mazowieckim, w powiecie siedleckim, w gminie Kotuń. Ma status sołectwa.
W czasie istnienia gromad wieś była siedzibą gromady Bojmie.
Wierni Kościoła rzymskokatolickiego należą do parafii św. Aleksego w Oleksinie.
| SIMC    | Nazwa    | Rodzaj    |
| ------- | -------- | --------- |
| 0676571 | Janin    | część wsi |
| 0676588 | Nadzieja | część wsi |

Pod koniec wieku XIX należała do gminy Sinołęka.
Podczas wojny polsko-bolszewickiej w drugiej połowie sierpnia 1920, po bitwie warszawskiej i wyparciu Armii Czerwonej przez Wojsko Polskie, w Bojmiach doszło do samosądu na liczącej według różnych źródeł 12, 17 lub 30 osób grupie Żydów pod zarzutem współpracy z bolszewikami. Egzekucji przez rozstrzelanie na rozkaz dowódcy dokonali polscy żołnierze. W masakrze według niektórych źródeł wzięli udział uzbrojeni w kije polscy mieszkańcy, którzy interweniowali zarazem w obronie żydowskiego kamieniarza. Jeden z Żydów został zamordowany łopatą; ofiary zmuszono do wykopania dla siebie grobów. Według relacji zwolnionego przez bolszewików zakładnika żydowskiego jego chrześcijański znajomy z Bojmi ostrzegł go przed wchodzeniem do wsi oświadczając, że zabijają tam Żydów, którzy nie żyją w zgodzie z chrześcijanami, nawet jeśli nie są komunistami.
W latach 1975–1998 miejscowość administracyjnie należała do województwa siedleckiego.
W miejscowości działa szkoła podstawowa, filia Gminnej Biblioteki Publicznej i Ośrodek Zdrowia